# Lizinska de Mirbel
Lizinska Aimée Zoé de Mirbel, nascida Rue, em 26 de julho de 1796 em Cherbourg-Octeville (Mancha) e falecida em 29 de agosto de 1849 em Paris, é uma pintora e miniaturista francesa.